# Russische Baureihe Х
Die Dampflokomotiven der russischen Baureihe Х [xa] waren eine Serie von Güterzugdampfloks der Eisenbahnen des ehemaligen Russischen Kaiserreiches mit der Achsfolge 1’D. Sie waren zur gleichen Zeit wie die Baureihe ДK [dɛka] von den nordamerikanischen Werken Baldwin und Porter beschafft worden. Während sich die Fünfkuppler im Betrieb zur damaligen Zeit nicht durchsetzen konnten, wurden von dieser Reihe ca. 235 Fahrzeuge gebaut. Die Fahrzeuge wurden ebenso wie die Decapods der Reihe ДK mit einem Vierzylinder-Verbund-Triebwerk hergestellt, ein Teil wurde in Zweizylinderlokomotiven umgebaut. Die Lokomotiven erreichten ein beachtlich hohes Dienstalter von bis zu 50 Jahren.

## Geschichte und Technik
Die Lokomotiven waren die ersten mit der Achsfolge 1’D auf den Eisenbahnen des Russischen Kaiserreiches und wurden vom Lokomotivwerk Baldwin in Philadelphia hergestellt. Mit dem Einbau der Laufachse konnte ein leistungsfähigerer Kessel mit größerer Rostfläche verwendet werden. Die 80 im Jahr 1895 gebauten Lokomotiven wurden 1896 an die Wladikawkas-Eisenbahn-Gesellschaft geliefert. Sie erhielten zunächst die Nummern Н 701 bis Н 780 (N 701 bis N 780), 1912 wurden sie in die Baureihe Х (Ch) eingereiht. Die Lokomotiven besaßen ein Vierzylinder-Verbundtriebwerk Bauart Vauclain, bei welchem die Niederdruckzylinder über den Hochdruckzylindern angeordnet waren.
Zum Anfang der 1900er Jahre wurden die Dampfloks einer Modernisierung unterzogen; es wurde ein Dampfüberhitzer eingebaut und das Vierzylinder-Verbund-Triebwerk wurde durch eine Zweizylindermaschine ersetzt. Die Stephenson-Steuerung wurde dabei durch eine Walschaerts-Steuerung ersetzt. Diese umgebauten Dampflokomotiven wurden als Хп [xapɛ] bezeichnet.
Die Kesselmitte der Хп (Chp) lag bei 2.464 mm über Schienenoberkante, der Rauchkammerdurchmesser betrug 1.720 mm und die Höhe einschließlich des Schornsteins 4.509 mm. Der Langkessel war 4.097 mm und die Rauchkammer 1.700 mm lang. Bei einem Gesamtachsstand von 6.502 mm waren die Vorlaufachse und die erste Kuppelachse 2.413 mm voneinander entfernt, zwischen der ersten und der zweiten Kuppelachse betrug der Abstand 1.397 mm und zwischen der zweiten und der dritten Kuppelachse sowie zwischen der dritten und der vierten Kuppelachse waren es jeweils 1.346 mm.
Die Хп blieben bei der Wladikawkas-Eisenbahn (später Nordkaukasische Eisenbahn) und wurden überwiegend auf der Strecke Mineralnyje Wody–Kislowodsk eingesetzt.
Weitere Lokomotiven der Baureihe Х gingen an die Moskau-Windau-Rybinsker Eisenbahn und die Chinesische Osteisenbahn. In den Jahren 1896 und 1898 bis 1900 wurden insgesamt 235 Lokomotiven indienstgestellt.
Bei einigen Lokomotiven der Wladikawkas-Eisenbahn wurde unter Beibehaltung des Vierzylinder-Verbundtriebwerks ein Lopuschinski-Überhitzer eingebaut. Diese Lokomotiven wurden als Baureihe Хч (Chtsch) bezeichnet. Da die Baureihe Хп bessere Ergebnisse erzielte, wurden sie schließlich in diese umgebaut.
Gleichfalls zu der Serie gehörten die Dampfloks ХM (Chm; Murmanski). Diese Dampfloks wurden 1915 bis 1916 von dem nordamerikanischen Werk Porter hergestellt und kamen während der Alliierten Intervention im Russischen Bürgerkrieg mit den Besatzungstruppen nach Russland. Nach dem Wegzug der Besatzungstruppen verblieben sie im Gebiet Murmansk bei der Murmansker Eisenbahn. Mit den übrigen Dampfloks der Serie hatten sie, außer dem Herstellungsland und der Achsfolge, keine Gemeinsamkeiten.
1923 waren noch 127 Dampfloks der Serie X (einschließlich der ХM) bei den Sowjetischen Eisenbahnen vorhanden; 1940 waren es noch 26 Maschinen. 1955 beendete die letzte Dampflok dieser Serie ihren aktiven Dienst.

## CER-Baureihe Х und MNR-Baureihe ソリA (SoriA)

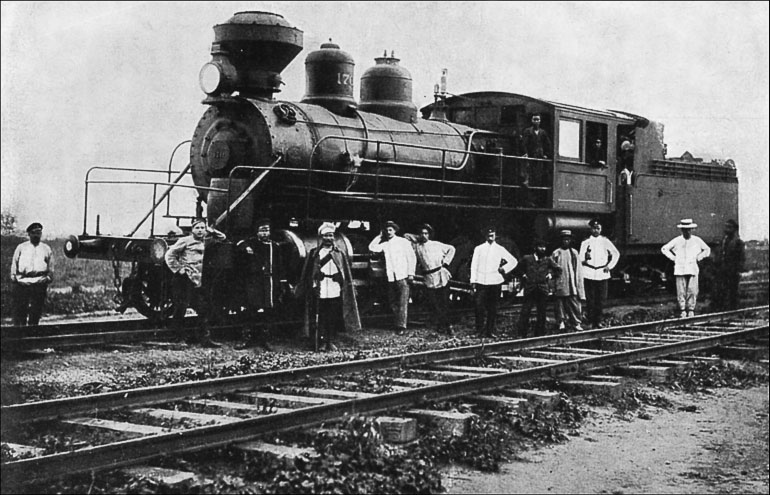
CER-Lokomotive Х176

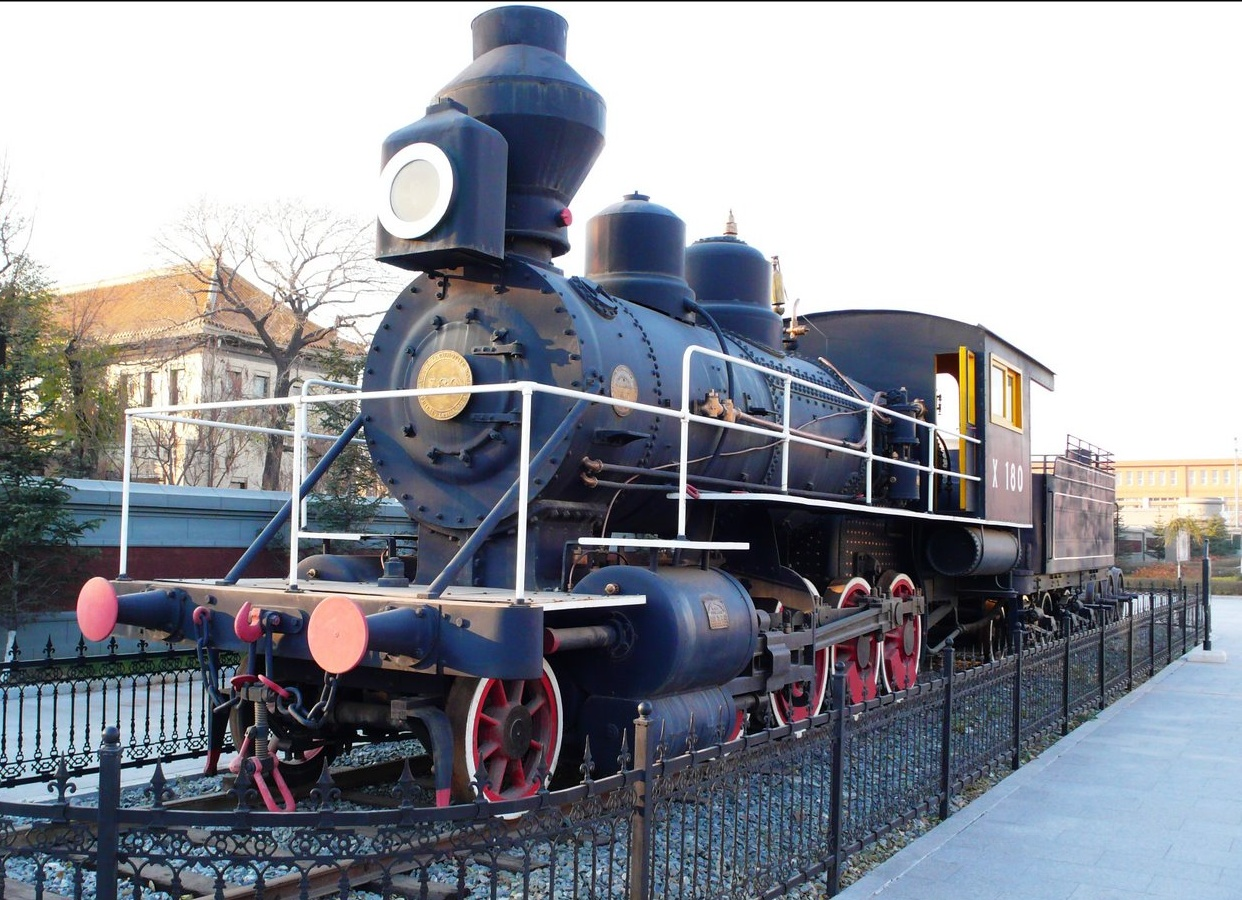
Erhaltene CER-Baureihe Х Nr. 180 ausgestellt am Kaiserlichen Palast.

Die Chinesische Osteisenbahn beschaffte von Baldwin gebaute Lokomotiven der Russischen Baureihe Х; die Baldwin-Werkbezeichnung dieser Lokomotiven war 10.22/42E. Ursprünglich von der CER als Б (B) eingereiht, baute Baldwin in Philadelphia 1898 fünfzig Lokomotiven (Б151-Б200), 1899 weitere vierzig (Б201-Б240) und 1900 eine letzte Serie von 31 Lokomotiven (Б241-Б271). Sie wurden 1912 zur Baureihe Х (Ch) umgezeichnet und Х151 bis Х271 nummeriert.
Nachdem die Japaner den Marionettenstaat Mandschukuo errichtet hatten, verkaufte die Sowjetunion ihren Anteil der Nordmanschurischen Eisenbahn, zu welcher die CER 1932 umbenannt worden war, am 23. März 1935 an die Regierung des neuen Staates, Sie ging in der staatlichen Mandschurischen Staatsbahn auf, die diese Lokomotiven als Baureihe ソリA (SoriA) einreihte. Nicht alle Lokomotiven der Baureihe Х der Chinesischen Osteisenbahn kamen zur MNR; einige endeten im Einsatz in der UdSSR bei Wladiwostok.
2005 wurde eine Lokomotive der Baureihe X im Fluss Lalin in der Provinz Jilin in China gefunden. Diese Lokomotive, Nr. 180, wurde ausgegraben, restauriert und ist außerhalb des Museums des Kaiserlichen Palasts von Mandschukuo in Changchun ausgestellt.